# Czersk (Białoruś)
Czersk (biał. Чэрск, ros. Черск) – wieś na Białorusi, w obwodzie brzeskim, w rejonie brzeskim, w sielsowiecie Domaczewo.
Siedziba parafii prawosławnej pw. św. Michała Archanioła.

## Geografia
Miejscowość położona na lewym brzegu rzeczki Kapajówka (Kopajówka), wpadającej do Bugu. Czersk leży na południe od wsi Rudnia, między Dąbrówką a Nowosadami.

## Historia
Wieś magnacka położona była w końcu XVIII wieku w powiecie brzeskolitewskim województwa brzeskolitewskiego. 
W XIX w. wieś znajdowała się w gminie Domaczewo w powiecie brzeskim guberni grodzieńskiej.
W okresie międzywojennym Czersk należał do gminy Domaczewo w powiecie brzeskim województwa poleskiego. Wg spisu powszechnego z 1921 r. wraz z Rudnią liczył 64 domy. Mieszkało tu 311 osób: 136 mężczyzn, 175 kobiet. Wszyscy mieszkańcy byli prawosławni i wszyscy deklarowali narodowość białoruską.
Po II wojnie światowej w granicach ZSRR i od 1991 r. w niepodległej Białorusi.

## Zabytki
- cerkiew św. Michała Archanioła – drewniana, z 1701 r.
- przed cerkwią wolno stojąca drewniana dzwonnica[7]